# Philippe Bas (aktor)
Philippe Bas (ur. 31 października 1973 w Paryżu) – francuski aktor.
Odtwórca roli komendanta Thomasa Rochera – oficera policji nawiedzanego przez dziwne wizje w serialu TF1 Profil (Profilage, 2012–2020).

## Życiorys
Urodził się i wychowywał w Paryżu. W wieku 15 lat zaczął trenować karate, a następnie poznał mieszane sztuki walki. W latach 1993–1996 uczęszczał do Cours Florent. W 1994 zadebiutował na scenie w sztuce Wojny trojańskiej nie będzie Jeana Giraudoux w reżyserii Francisa Hustera, a następnie wystąpił w spektaklu Jeffrey w reż. Raymonda Acquavivy. W 1997 wystąpił w przedstawieniu Johna Forda Szkoda, że jest dziwką.
Po pierwszym występie w jednym z odcinków serialu telewizyjnego Arte Skrajne dopuszczalne (Extrême limite, 1995), zadebiutował rolą więźnia w kinowym dramacie kryminalnym Wspomnienia młodego palanta (Mémoires d’un jeune con, 1996) z udziałem Romaina Durisa. Swoją pierwszą główną rolę Jeana zagrał w dramacie Manuela Poiriera Lubię cię (Te quiero, 2001). Potem pojawiał się w kilku telefilmach, np. jako Alex w telewizyjnej komedii romantycznej Zbyt dużo męża (Un mari de trop, 2010) u boku Alaina Delona, i serialach telewizyjnych, m.in. Francja 2 Greco (2007) jako kapitan Matthias ‘Greco’ Grecowski.

## Wybrana filmografia

### Filmy
- 1996: Wspomnienia młodego palanta (Mémoires d’un jeune con) jako więzień
- 1998: Jeszcze jeden ojciec (Un Père en plus, TV) jako Grégoire
- 1999: Żegnaj, stały lądzie (Adieu, plancher des vaches!) jako kierowca motocykla
- 2000: Pobierzmy się (Épouse-moi) jako Marceau
- 2003: Najlepsi z najlepszych (Michel Vaillant) jako Jean-Pierre Vaillant
- 2005: Imperium wilków (L’Empire des loups) jako Laurent
- 2005: Czarna noc 17 października 1961 (Nuit noire, 17 octobre 1961, TV) jako Delmas
- 2005: Rocznica (L’Anniversaire) jako Jean-Louis
- 2006: Późna matura (Les Irréductibles) jako Bankier
- 2007: Skorpion (Scorpion) jako Patrick
- 2007: Jedź i długo nie wracaj (Pars vite et reviens tard!) jako Maurel
- 2008: Skate or Die – Deska lub śmierć (Skate or Die) jako Lucas
- 2010: Szturm (L’Assaut) jako Didier sniper GIGN-u
- 2018: Miłość na Bora-Bora (Coup de Foudre à Bora-Bora) jako Marc

### Seriale
- 1995: Skrajne dopuszczalne (Extrême limite)
- 1995: Julie Lescaut jako Romain
- 1996: Licealne lata (Les années lycée) jako Grégoire
- 1996: Indaba jako David
- 1996: Navarro jako Sylvain Garcia
- 1997: Inspektor Moretti (Inspecteur Moretti) jako Dan
- 1997: Les Cordier, juge et flic jako Marco
- 1998: Maigret jako Louis
- 1998: Madame le proviseur jako Baptiste
- 1999: Julie Lescaut jako Yann Prieur
- 2004: Józefina, anioł stróż (Joséphine, ange gardien) jako Denis
- 2004: Sauveur Giordano jako Brehal
- 2005: S.O.S. 18 jako Sylvain
- 2007: Élodie Bradford jako Damien Moreno
- 2012–2020: Profil (Profilage) jako Rocher